# Мхеидзе, Паата
Паата Мхеидзе (груз. პაატა მხეიძე, 9 мая 1960, Грузинская ССР) — грузинский юрист, государственный и политический деятель. Депутат парламента Грузии VI созыва (с 2016 по 2020 годы).

## Биография
Родился 9 мая 1960 года в Грузинской ССР.
С 1981 по 1983 годы проходил действительную срочную военную службу в рядах Советской Армии. В 1986 году завершил обучение на юридическом факультете Тбилисского государственного университета по специальности "Юрист".

## Трудовая деятельность
С 1977 по 1981 годы осуществлял трудовую деятельность слесарем Руставского ремонтно-механического завода. После службы в Армии, с 1983 по 1984 годах продолжил работу слесарем Руставского ремонтно-механического завода.
с 1984 по 1990 годы работал в должности начальника организационного отдела молодёжных организаций, позже вторым секретарем, заместителем председателя молодёжной организации.
С 1990 по 2001 годы трудился в контрольно-надзорных органах Грузии. Был помощником прокурора по охране природы прокуратуры Грузии, помощником прокурора города Терджолы, помощником прокурора Тбилиси, заместителем прокурора по надзору за соблюдением пенитенциарного законодательства, начальником отдела генеральной прокуратуры Грузии.
С 2001 по 2004 годы работал председателем исполнительного департамента прокуратуры Грузии. Преподавал в университете Чавчавадзе.
С 2005 по 2011 годы трудился в должности следователя Следственного отдела Налоговой службы Министерства финансов, позже был назначен заместителем начальника отдела, начальником отдела специальных расследований и финансовой экспертизы.
С 2011 по 2014 годы работал консультантом по правовым вопросам ООО "Фесвеби КХ". С 2014 по 2015 годы трудился начальником отдела мониторинга мэрии города Тбилиси. В 2015 году работал в Министерстве охраны окружающей среды и природных ресурсов Грузии. С 2015 по 2016 годы выполнял обязанности заместителя начальника следственного департамента Министерства исполнения наказаний и пробации Грузии. Полковник, старший советник юстиции. 

## Политическая деятельность
С 2016 по 2020 годы являлся депутатом парламента Грузии 6-го созыва по одномандатному округу №29 от избирательного блока «Грузинская мечта — Демократическая Грузия.